# Selección masculina de rugby 7 de Samoa
La selección masculina de rugby 7 de Samoa es el equipo que representa a la Unión de Rugby Football de Samoa en los campeonatos de selecciones nacionales masculinas de rugby 7. Al igual que la selección de rugby 15, es apodada Manu Samoa, en referencia a un antiguo jefe samoano.
Comenzó a jugar en la década de 1970 en el Seven de Hong Kong. Fue campeón en 1993, 2007 y 2010, y subcampeón en 1979 y 1998. Disputó la Copa del Mundo de Rugby 7 desde la primera edición en 1993, obteniendo los terceros puestos en 1997 y 2009.
Samoa ha disputado la Serie Mundial Masculina de Rugby 7 desde la temporada inaugural en 1999-00. Obtuvo el título en 2009-10, y consiguió el tercer puesto en 2006-07 y 2007-08, y el cuarto en 1999-00, 2000-01 y 2011-12.
En 2007 logró ganar sus primeros torneos de la Serie Mundial: el Seven de Wellington y el Seven de Hong Kong. En 2008 triunfó en el Seven de Londres. En la temporada 2009-10, Samoa ganó cuatro torneos de ocho: Estados Unidos, Australia, Hong Kong y Escocia. Sumado a dos segundos lugares en Dubái y Nueva Zelanda, superó a Nueva Zelanda y Australia en la clasificación final del circuito. El equipo ganó los torneos de Dubái y los Estados Unidos en 2012, totalizando así nueve victorias en la Serie Mundial.
Algunos de los jugadores más destacados de Samoa han sido Mikaele Pesamino, Uale Mai, Alafoti Faosiliva, Ofisa Treviranus y Lolo Lui.

## Palmarés
- Serie Mundial (1) : 2009-10
  - Seven de Australia (1): 2010
  - Seven de Dubái (1): 2012
  - Seven de Nueva Zelanda (1): 2007

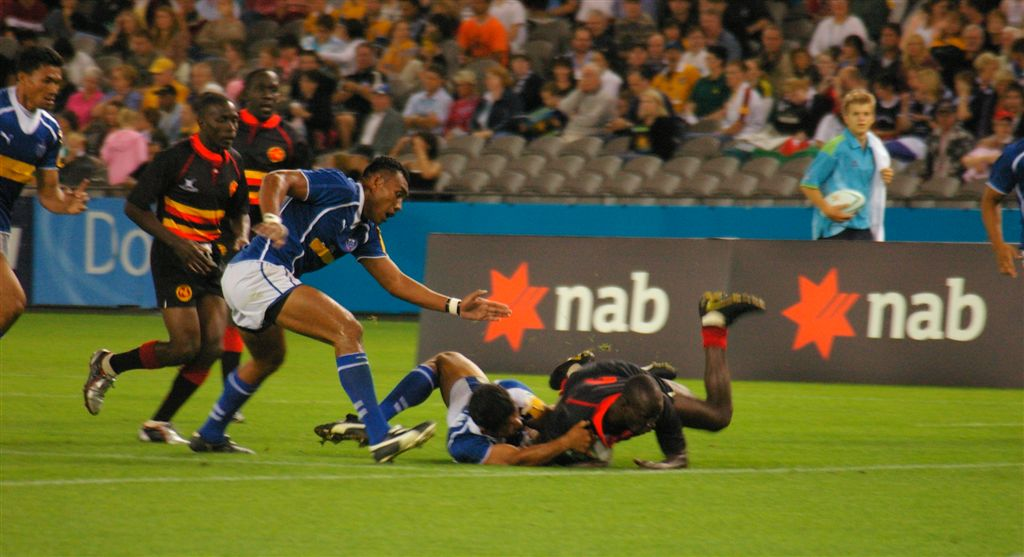
Samoa encaja un try de Uganda en los Juegos de la Mancomunidad de 2006

  - Seven de Estados Unidos (2): 2010, 2012
  - Seven de Hong Kong (2): 2007, 2010
  - Seven de Londres (1): 2008
  - Seven de Francia (1): 2016
  - Seven de Escocia (1): 2010
  - Seven de Sudáfrica (1): 2022

- Oceania Sevens (5): 2008, 2009, 2011, 2013, 2024

- Juegos del Pacífico (1): 2011

- Mini Juegos del Pacífico (4): 1997, 2009, 2013, 2017

- Seven de Hong Kong (1): 1993

## Participación en copas
| - Edimburgo 1993: 5º puesto - Hong Kong 1997: 3º puesto - Mar del Plata 2001: 5º puesto - Hong Kong 2005: 9º puesto - Dubái 2009: 3º puesto - Moscú 2013: 10º puesto - San Francisco 2018: 13º puesto - Ciudad del Cabo 2022: 8º puesto - Río 2016: no clasificó - Tokio 2020: no clasificó - París 2024: 10° puesto - Kuala Lumpur 1998: 4° puesto - Mánchester 2002: 4° puesto - Melbourne 2006: Cuartos de final - Delhi 2010: 5º puesto - Glasgow 2014: 4º puesto - Gold Coast 2018: Fase de grupos - Birmingham 2022: 5º puesto - Santa Rita 1999: no participó - Suva 2003: 3º puesto - Apia 2007: 2º puesto - Numea 2011: 1º puesto - Puerto Moresby 2015: 2º puesto - Apia 2019: 2º puesto - Honiara 2023: 2º puesto | - Serie Mundial 99-00: 4º puesto (82 pts) - Serie Mundial 00-01: 4º puesto (92 pts) - Serie Mundial 01-02: 6º puesto (90 pts) - Serie Mundial 02-03: 6º puesto (58 pts) - Serie Mundial 03-04: 6º puesto (60 pts) - Serie Mundial 04-05: 6º puesto (46 pts) - Serie Mundial 05-06: 5º puesto (72 pts) - Serie Mundial 06-07: 3º puesto (122 pts) - Serie Mundial 07-08: 3º puesto (100 pts) - Serie Mundial 08-09: 7º puesto (40 pts) - Serie Mundial 09-10: 1º puesto (164 pts) - Serie Mundial 10-11: 5º puesto (120 pts) - Serie Mundial 11-12: 4º puesto (133 pts) - Serie Mundial 12-13: 4º puesto (104 pts) - Serie Mundial 13-14: 8º puesto (79 pts) - Serie Mundial 14-15: 10º puesto (64 pts) - Serie Mundial 15-16: 9º puesto (89 pts) - Serie Mundial 16-17: 13º puesto (51 pts) - Serie Mundial 17-18: 10º puesto (59 pts) - Serie Mundial 18-19: 6º puesto (107 pts) - Serie Mundial 19-20: 13º puesto (33 pts) - Serie Mundial 20-21: no participó - Serie Mundial 21-22: 10º puesto (71 pts) - Serie Mundial 22-23: 6º puesto (132 pts) - SVNS 23-24: 11º puesto - Challenger Series 2025: 4° puesto - Apia 2008: Campeón - Papeete 2009: Campeón - Darwin 2010: 2º puesto - Apia 2011: Campeón - Sídney 2012: 2º puesto - Suva 2013: Campeón - Noosa 2014: 3º puesto - Auckland 2015: 3º puesto - Suva 2016: 2º puesto - Suva 2017: 3º puesto - Suva 2018: 3º puesto - Suva 2019: 4º puesto - Townsville 2021: no participó |